# Кастаньеда, Луис
Луис Кастаньеда (род. 29 июля 1943, Гавана, Куба) — кубинский фотограф, признанный мастер пейзажной фотографии.

## Биография
Луис Кастаньеда родился 29 июля 1943 года в Гаване, на Кубе. Карьеру фотографа начал в 1964 году. С 1964 по 1979 год сотрудничал с Национальным балетом Кубы (исп. Ballet Nacional de Cuba), Музыкальным театром Гаваны, с Министерством культуры, а также в качестве фрилансера снимал для самых крупных изданий, в частности, для журнала Cuba Magazine.
В 1979 году Кастаньеда переехал в Испанию, а с момента начала работы в стоковом фотоагентстве «The Image Bank» стал часто путешествовать по Европе. До 1985 года он сотрудничал с многими испанскими периодическими изданиями, а также с некоторыми правительственными организациями, среди которых были Министерство туризма, Испанская телерадиокомпания (RTVE) и мэрия Мадрида. За свои «туристические» снимки Луис Кастаньеда получил премию имени Хосе Ортиса Эчагуэ (Ortiz-Echagüe Award).
В 1986 году он покидает Испанию и переезжает в США, Майами, штат Флорида, где живет и по сей день. Продолжает много ездить по миру. В качестве его постоянного компаньона выступает камера Leica R8 и объективы от сверхширокоугольника до супер-телевиков. Кроме этого, он работает с Национальным фондом продвижения искусств, Городским балетом Майами, площадками «Ballet Concerto», «Ballet Etudes» в Южной Флориде, театрами «The Coconut Grove», «Teatro Avante», испанским балетом «Rosita» в Сеговии, сотрудничает с печатными изданиями, как американскими, так и международными. Луис Кастаньеда опубликовал три книги и подготовил несколько международных и национальных выставок. Он также проводит мастер-классы и семинары по фотографии дома и за рубежом.

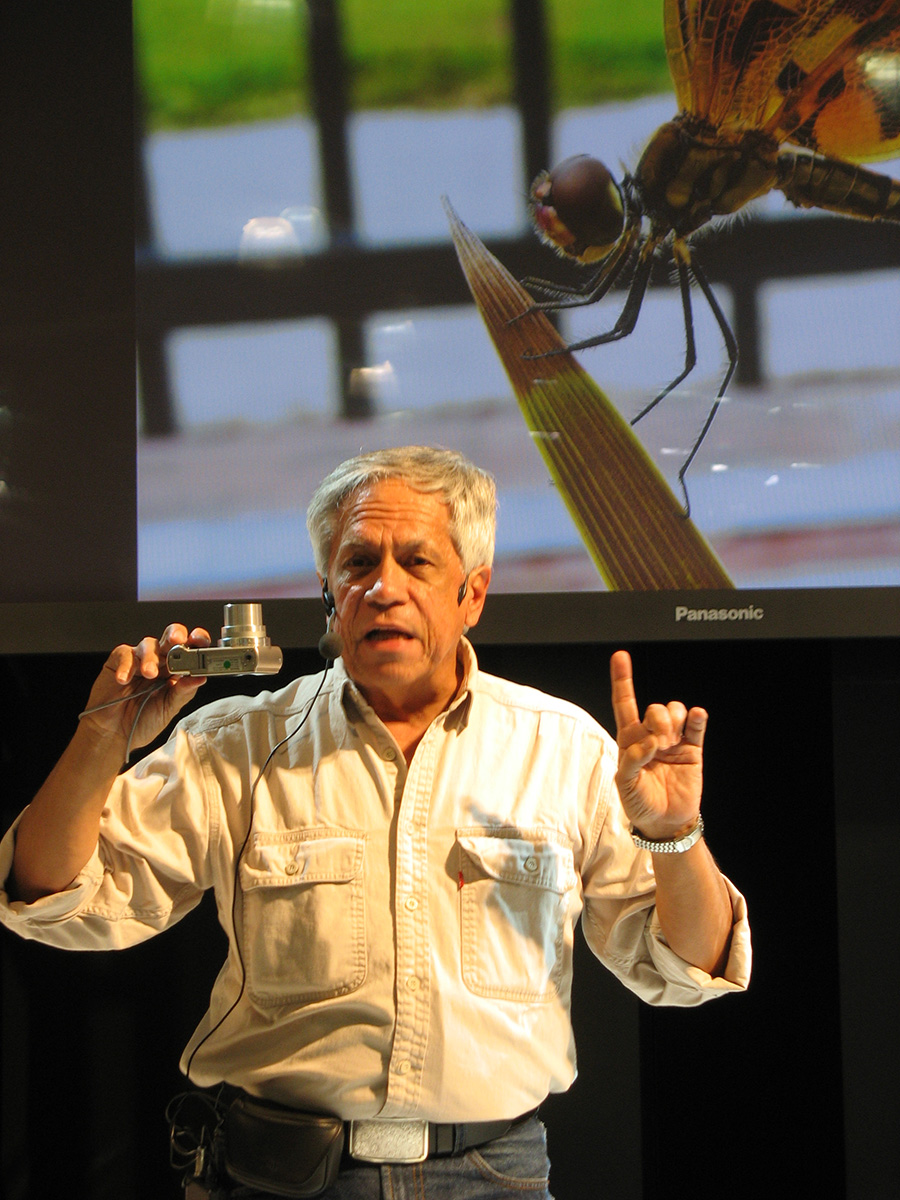
Выступление Луиса Кастаньеды на Фотофоруме - 2008

Работы Луиса Кастаньеды получили широкое признание и были удостоены множества различных наград по всему миру. В 1993 году был удостоен премии "Master of the Leica".
В 1998 году на выставке «Photokina» в Кёльне (Германия) ему предложили вступить в престижное итальянское фотосообщество «Gruppo Fotografico Leica». Он также был удостоен награды «Золотой глаз России» от Международной гильдии профессиональных фотографов СМИ России (2006 год). Производители фотокамер, такие как Panasonic, Hasselblad, Leica и Minox, используют снимки Кастаньеды для оформления своих каталогов, буклетов и рекламных материалов. Широко известна его серия снимков  восхитительных пейзажей Исландии, сделанных компактной камерой Panasonic Lumix LX5, оснащенной объективом Leica Summicron.
Статьи Луиса Кастаньеды на темы, связанные с фотографией, были опубликованы в журналах Leica Fotografie Intl. (Германия), Leica Magazine (Италия), Popular Photography (Китай), Panasonic NEWS (Швейцария), Foto & Video (Россия) и Photoworld (Китай). Он сотрудничает и с другими американскими и зарубежными изданиями. В течение последних трех лет Луис Кастаньеда публикуется в основных фотожурналах Китая, таких как Photoworld, и уже два года ведет регулярную рубрику в журнале Popular Photography (Пекин).
Когда смотришь на работы Мастера, невольно возникает ощущение, что он хочет сказать своему зрителю: "Посмотрите, как прекрасен мир вокруг нас. Стремитесь сохранить каждое мгновение этой красоты". Сам Луис Кастаньеда прилагает все усилия, чтобы донести эту красоту для людей, живущих в этом прекрасном мире.